# Dagban
Dagban est une commune rurale située dans le département de Kankalaba de la province de Léraba dans la région des Cascades au Burkina Faso.